# Le Séminaire
Pour les articles homonymes, voir Séminaire.
Série Caméra Café
(2001)
Espace Détente
(2005) Caméra café, 20 ans déjà
(2023)
Pour plus de détails, voir Fiche technique et Distribution.
Le Séminaire est un film français de Charles Nemes, sorti en 2009.
Cette comédie est la suite du film Espace détente (2005), lui-même adapté de la série télévisée Caméra Café (2001), et a été suivi du téléfilm Caméra Café, 20 ans déjà (2023).

## Synopsis
Jean-Claude Convenant et Hervé Dumont, deux salariés d'une boite de province, sont en route pour Paris afin de participer à un séminaire d'entreprise, accompagnés de leurs collègues Jeanne, Maëva (enceinte de Sylvain, décédé), Philippe et leur DRH Jean-Guy Lecointre.
On apprend que Hervé a eu un enfant avec Fred et que Jean-Claude s'est fait mettre à la porte de chez lui par sa femme Véro. Entre gags divers et fond d'adultère, le film montre les péripéties des deux héros.

## Fiche technique
Source : Allociné
- Titre : Le Séminaire
- Réalisation : Charles Nemes[3]
- Scénario et dialogues : Yvan Le Bolloc'h, Alexandre et Jérôme Arpégis
- Musique :  Alex Jaffray et Gregory Tanielian[4]
- Photographie : Étienne Fauduet[5],[4]
- Montage : Kako Kelber[5],[4]
- Décors : Jean-jacques Gernolle[4]
- Costumes : Isabelle Fraysse[4]
- Production : Jean-Yves Robin[6]
  - Producteur délégué : Jean-Yves Robin[5]
  - Producteur exécutif : Juliette Renaud[4], Marc Stanimirovic
- Société de production : CALT, Monkey Pack Films[7]
- Distribution : France : TFM Distribution
- Pays de production : France
- Lieu de tournage : Paris (Quartier latin)
- Genre : comédie
- Durée : 94 minutes[5]
- Format : couleur - Format 35 mm
- Budget : 5,5 millions d'Euros[8]
- Date de sortie : France : 11 février 2009

## Distribution
Source : Allociné
- Bruno Solo : Hervé Dumont
- Yvan Le Bolloc'h : Jean-Claude Convenant
- Gérard Chaillou : Jean-Guy Lecointre
- Armelle Lesniak : Maeva Capucin
- Alain Bouzigues : Philippe Gatin
- Jeanne Savary : Jeanne Bignon
- Scali Delpeyrat : le coach[4]
- Valérie Decobert : Frédérique Castelli
- Virginie Hocq : Clémentine[4]
- Nathalie Levy-Lang : Véronique « Véro » Convenant[4]
- François Bureloup : le conducteur du TGV
- Quentin Brehier : Kévin Convenant
- Dominique Bettenfeld : Jean-François
- Pierre Azéma : le patron de Véro

## Production

### Choix des interprètes
Dans le film, on apprend la mort du personnage de Sylvain Muller. À la suite d'un désaccord avant le tournage, Alexandre Pesle, le comédien qui incarne Sylvain, n'a pas repris son rôle et la mort de son personnage est un choix de Bruno Solo, ce qui a valu aux deux hommes d'être en froid pendant des années[réf. nécessaire].

### Tournage
Le tournage démarre le 19 mai 2008, et dure 8 semaines,.

### Lieux de tournage
- Paris
  - 5e arrondissement de Paris : rue des Grands-Près, rue Galande, rue de la Harpe, rue de la Parcheminerie.
  - 6e arrondissement : Les Deux Magots.
  - 11e arrondissement : Métro Parmentier
  - 18e arrondissement : butte Montmartre.
- Hauts-de-Seine
  - La Défense.

## Autour du film
- Dans la série télévisée Caméra Café, Véronique, la femme de Jean-Claude Convenant, est blonde. Dans le film, elle apparaît brune.